# مايكل لاودروب
مايكل لاودروب (بالدنماركية: Michael Laudrup)‏، من مواليد 15 يونيو 1964 في كوبنهاغن بالدنمارك، لاعب كرة قدم دنماركي سابق، وهو مدرب كرة قدم حالي، وقد لعب مع العديد من الأندية الشهيرة مثل نادي برشلونة ونادي ريال مدريد ونادي يوفنتوس، وقد اختاره بيليه ضمن قائمة أفضل 125 لاعب حي في مارس 2004.
هو أخ اللاعب براين لاودروب.
اختير لاودروب سنة 1999 أحسن لاعب أجنبي في ملاعب الكرة الإسبانية على مدار الأعوام الخمسة والعشرين السابقة، وفي أبريل 2000 حصل على وسام دانيبروغ من رتبة فارس من ملك الدنماركي. وفي نوفمبر 2003 اختاره الاتحاد الدنماركي لكرة القدم اللاعب الذهبي للدنمارك ـ باعتباره أفضل لاعب في النصف قرن المنقضي ـ ضمن احتفالات الاتحاد الأوروبي لكرة القدم بيوبيله الذهبي، وقد اختاره الاتحاد الدنماركي لكرة القدم في نوفمبر 2006 كأفضل لاعب كرة قدم دنماركي على مر العصور.
بدأ مايكل مسيرته الكروية مع نادي كوبنهاغن بولدكلوب في عام 1981، ولعب معهم 14 مباراة وسجل 3 أهداف، وفي موسم 1982/1983 إنضم إلى نادي بروندبي، ولعب معهم 38 مباراة وسجل 24 هدف، وفي عام 1983 إنضم إلى يوفنتوس، وقد أعير في أول سنتين إلى نادي لاتسيو الإيطالي، ولعب معهم 60 مباراة وسجل 9 أهداف، وفي عام 1985 عاد إلى يوفنتوس ولعب معهم 102 مباراة وسجل 16 هدف، وفي عام 1989 إنضم إلى نادي برشلونة الإسباني، ولعب معهم حتى عام 1994، وشارك خلال تلك الفترة في 167 مباراة وسجل 49 هدف، وفي عام 1994 فاجئ الجميع وانتقل إلى غريم نادي برشلونة ريال مدريد الإسباني، ولعب معهم لمدة سنتين، وشارك خلالهما في 62 مباراة وسجل 12 هدف.
و في موسم 1996/1997 انتقل إلى نادي فيسيل كوبي، ولعب معهم 15 مباراة وسجل 6 أهداف، وموسم 1997/1998 انتقل إلى نادي أياكس أمستردام الهولندي ولعب معهم 21 مباراة وسجل 11 هدف، ليختتم مسيرته الكروية.
و قد لعب مايكل لاودروب مع منتخب الدنمارك لكرة القدم في كأس العالم لكرة القدم 1986 وكأس العالم لكرة القدم 1998، وقد شارك مع منتخب الدنمارك لكرة القدم في 104 مباريات وسجل 37 هدف.
وقد أصبح لاودروب مساعد مدرب منتخب الدنمارك لكرة القدم منذ 2000 وحتى 2002، وفي عام 2002 درب نادي بروندبي وتركهم في عام 2006.
الألقاب
- لقب كأس إسبانيا
- 4 ألقاب للدوري الإسباني
- لقبين السوبر الاسبانية
- لقب ابطال أوروبا
- لقب السوبر الأوروبية

## مسيرته الكروية
لعب مايكل لاودروب خلال مسيرته الاحترافية مع 8 أندية في تسعة عشر موسمًا وسجل خلالها 120 هدف ضمن 478 مباراة. حيث فاز في موسمين بالكأس وفي سبعة مواسم بالدوري.
خاض مايكل لاودروب مسيرته مع نادي كوبنهاغن بولدكلوب ما بين عامي 1981 و1982 لمدة موسم واحد، مشاركًا في 14 مباراة سجل خلالها 3 أهداف. ثم انتقل إلى نادي بروندبي في عامي 1982-1984 ولمدة موسمين، حيث شارك في 38 مباراة سجل خلالها 23 هدفًا. لينتقل بعدها إلى نادي لاتسيو في موسم 1983–84 ولمدة موسمين، مشاركًا في 60 مباراة سجل خلالها 9 أهداف. ثم انتقل إلى نادي يوفنتوس في موسم 1985–86 ليلعب معه أربعة مواسم، مشاركًا في 102 مباراة سجل خلالها 16 هدفًا. هذا وانتقل لاحقًا إلى نادي برشلونة في موسم 1989–90 ليلعب معه خمسة مواسم، مشاركًا في 166 مباراة سجل خلالها 40 هدف. ثم انتقل بعدها إلى نادي ريال مدريد في موسم 1994–95 ولمدة موسمين، مشاركًا في 62 مباراة سجل خلالها 12 هدفًا. ليعود وينتقل من جديد، لكن هذه المرة إلى نادي فيسيل كوبه في عامي 1996-1998 ولمدة موسمين، مشاركًا في 15 مباراة سجل خلالها 6 أهداف. لينتقل بعدها إلى نادي أياكس أمستردام في موسم 1997–98 لمدة موسم واحد، مشاركًا في 21 مباراة سجل خلالها 11 هدفًا.

## روابط خارجية
- مايكل لاودروب على موقع IMDb (الإنجليزية)

- مايكل لاودروب على موقع الاتحاد الدولي (مؤرشف)  (الإنجليزية)
- مايكل لاودروب على موقع رابطة كرة القدم اليابانية للمحترفين (اليابانية)
- مايكل لاودروب على موقع قاعدة بيانات كرة القدم.إي يو (الإنجليزية)
- مايكل لاودروب على موقع ناشيونال فوتبول تيمز (الإنجليزية)
- مايكل لاودروب على موقع Soccerway.com (الإنجليزية)
- مايكل لاودروب على موقع عالم كرة القدم.نت (الإنجليزية)